# Jardín Municipal (Friburgo de Brisgovia)

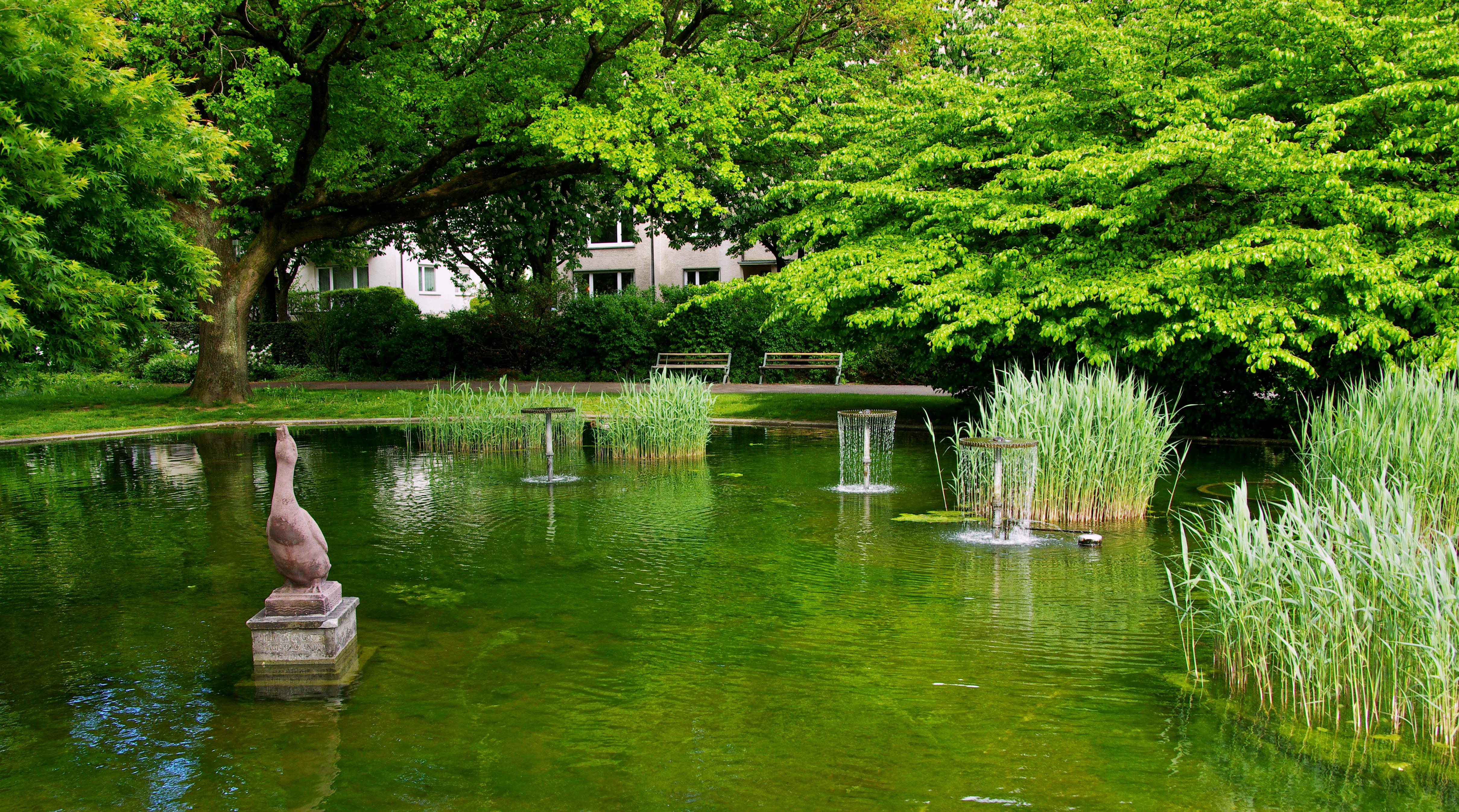
Estanque con el monumento del Pato

El Jardín Municipal (en alemán: Stadtgarten) de  Friburgo de Brisgovia en Baden-Wurtemberg, Alemania, es un parque urbano en el barrio Neuburg directamente al norte del casco viejo.
Se dice que en la tarde del 27 de noviembre de 1944 el comportamiento de un pato en el parque llamó la atención de los vecinos que lo interpretaron como una premonición de un peligro inminente y se resguardaron por precaución en el refugio antiaéreo cercano. El pato murió durante el bombardeo aéreo. Un monumento en el estanque del jardín le recuerda.
El Jardín Municipal es una zona recreativa en el centro de la ciudad con árboles, plantas herbáceas, arriates de flores y rosales.
Desde el jardín el Carril del Schlossberg lleva al monte.

## Enlaces
- Wikimedia Commons alberga una categoría multimedia sobre Jardín Municipal Friburgo.